# 羅南駅
羅南駅（ラナムえき、라남역）は朝鮮民主主義人民共和国咸鏡北道清津市羅南区域に位置する朝鮮民主主義人民共和国鉄道省平羅線の駅である。

## 歴史
- 1919年12月10日：開業[1]。